# 眼狀斑點

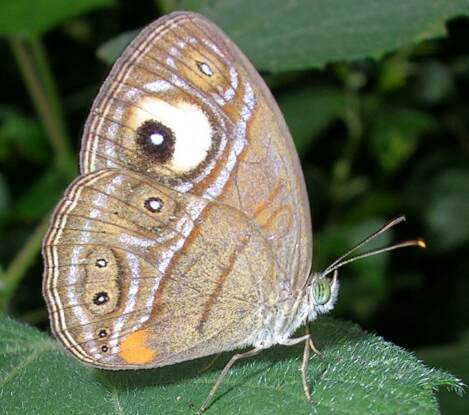
沉瞳眉眼蝶（Mycalesis patnia）翅膀上的巨大眼狀斑點、

眼狀斑點（英語：Eyespot）簡稱眼斑，又稱眼紋，是存在於昆蟲、爬行動物、鳥類和魚類身上的眼狀圖案。而一些貓科哺乳動物身上的環狀斑點也有相同作用。
眼狀斑點可能是一種擬態手段，這種圖案形成眼睛圖案用以嚇退潛在的捕食者，但也有可能是一種反捕適應，用以吸引捕食者注意力，在被襲擊時避開自身要害。蝴蝶身上的眼狀斑點可能和雌雄選擇有關。在一些更大型動物身上，眼狀斑點可能還起到與同類溝通或求偶的作用（例如孔雀）。